# ازجیسواف (نام کوچک)
ازجیسواف (انگلیسی: Zdzisław; تلفظ لهستانی: [ˈzd͡ʑiswaf]) ممکن است یکی از موارد زیر باشد:
- ازجیسواف بکشینسکی
- ازجیسواف کشیشکوویاک
- ازجیسواف استیچن
- ازجیسواف کاپکا
- ازجیسواف کوستژوا